# Сирабат
Сираба́т (каз. Сырабат) — село у складі Жетисайського району Туркестанської області Казахстану. Входить до складу сільського округу Шаблана Дільдабекова.
До 2008 року село називалось Ленінабад, у Радянські часи було частиною села Отділення № 2 совхоза Більшовик.
Населення — 1299 осіб (2021; 1193 у 2009, 923 у 1999, 887 у 1989).